# Parazit (film)
Parazit (v korejském originále 기생충, anglicky Parasite) je jihokorejský dramatický film z roku 2019. Režie se ujal Pong Čun-ho podle scénáře napsaného společně s Han Jin-won. Hlavní role obsadili Kang-ho Song, Sun-kyun Lee, Cho Yeo-jeong, Woo-shik Choi a So-dam Park.
Film měl premiéru na Mezinárodním filmovém festivalu v Cannes dne 21. května 2019, kde se mu podařilo jako prvnímu jihokorejskému filmu získat cenu Zlatou palmu. Film měl premiéru v Jižní Koreji dne 30. května 2019. V České republice měl premiéru dne 3. října 2019.
K únoru 2020 utržil celosvětově přes 204 milionů dolarů a stal se tak nejvýdělečnějším filmem Pong Čun-hoa a aktuálně je devatenáctým nejvýdělečnějším filmem v historii Jižní Koreje.
Film získal 2 ceny Critics' Choice Movie Awards, cenu Zlatý glóbus, 3 nominace na cenu Satellite Awards, Cenu Sdružení filmových a televizních herců a mnoho dalších cen. Film byl také nominován na 6 Oscarů a 4 nominace proměnil - Oscar za nejlepší původní scénář, Oscar za nejlepší režii, Oscar za nejlepší cizojazyčný film a Oscar za nejlepší film. Ocenění za nejlepší film tak bylo poprvé uděleno neanglicky mluvenému filmu. Film bodoval také na domácí půdě a to na 56. udílení cen Baeksang Arts Awards, kde získal hned 3 ceny.

## Děj
Rodina Kim nemá zrovna moc dobré období. Rodiče Ki-taek a Chung-sook jsou nezaměstnaní, jejich děti Ki-woo a Ki-jung nemohou jít z finančních důvodů na vysoké školy. Jako spása se ukáže návštěva Ki-woova kamaráda Min-hyuka, který odjíždí a chce, aby po něm kamarád převzal brigádu - doučování studentky Da-hye z bohaté rodiny Pak. Rodina Kim se pak postupně vynalézavými způsoby infiltruje do rodiny Pak jako jejich zaměstnanci. Vše se zamotá ve chvíli, kdy rodina Pak odjíždí kempovat a do domu se vrací jejich bývalá hospodyně.

## Obsazení
- Song Kang-ho jako Kim Ki-taek - otec z rodiny Kim
- Lee Sun-kyun jako Pak Dong-ik - otec z rodiny Pak
- Cho Yeo-jeong jako Choi Yeon-gyo - matka z rodiny Pak
- Choi Woo-shik jako Kim Ki-woo - syn z rodiny Kim
- Pak So-dam jako Kim Ki-jung - dcera z rodiny Kim
- Lee Jung-eun jako Gook Moon-gwang - hospodyně rodiny Pak
- Jang Hye-jin jako Chung-sook - matka z rodiny Kim
- Pak Myung-hoon jako Oh Geun-sae - manžel Gook Moon-gwang
- Čunk Či-so jako Pak Da-hye - dcera rodiny Pak
- Čunk Hjeon-čun jako Pak Da-song - syn rodiny Pak
- Pak Geun-rok jako Yoon - šofér rodiny Pak
- Pak So-džun jako Min-hyuk - kamarád Kim Ki-wooka (cameo)